# Ophryosporus burkartii
Ophryosporus burkartii es un arbusto perennifolio de la familia Asteraceae. Es una especie nativa y endémica de Argentina, se distribuye en la provincia de Jujuy, donde ha sido colectada únicamente en la localidad de Caspalá entre 3000 y 3200 m.s.m. Habita en la prepuna.

## Descripción
Arbustos hasta de 1,5 m de alto, con tallos erectos o ascendentes, glabros. Hojas opuestas, con pecíolos hasta de 1,5 cm de largo, láminas ovadas a ligeramente ovado-lanceoladas, de base truncada y ápice acuminado, margen dentado, plano. Capítulos entre 130-250, reunidos en inflorescencias cimoideas, compuestas de corimbos laxos, terminales y axilares, con hojas persistentes poco desarrolladas. Involucro acampanado. Receptáculo plano, epáleaceo, glabro. Flores por capítulo 5, corolas blancas, infundibuliformes. Anteras con base de las tecas levemente auriculadas, apéndice conectival nulo. Estilo de 5,2 mm de largo, largamente exerto, ramas del estilo clavadas en el ápice. Aquenios no estipitados, piriformes, negruzcos, seríceos. Papus formado por hasta 20 cerdas blanco-amarillentas, hasta de 4,2 mm de largo.
Etimología
Especie descripta por Ángel L. Cabrera y dedicada a Arturo E. Burkart, colector del material sobre el que se describió la especie.